# DLA Piper
DLA Piper est un cabinet d'avocats international composé de 77 branches réparties dans 31 pays. Avec plus de 4 200 avocats. DLA Piper est le plus grand cabinet d'avocats international au monde pour ce qui est du nombre d'associés ou de salariés.
Son chiffre d'affaires annuel (2,44 milliards de dollars en 2012) en fait également le premier cabinet d'avocats international au monde en termes de revenus. 
DLA Piper est classé parmi les meilleurs cabinets de conseils juridiques au monde en termes de pratique. Le Acritas' Fifth Global Elite Law Firm Brand Index le classait à la 2e place mondiale des meilleurs cabinets mondiaux pour l'année 2021.

## Histoire
Créée en janvier 2005 par Gray Cary Ware & Freidenrich, Piper Rudnick et DLA,,,  l'agence devient le second plus important donateur de la campagne de Barack Obama en 2012.
En 2006, DLA Piper fusionne avec DLA Nordic, et forme une alliance avec Phillips Fox qui devient DLA Phillips Fox
En 2010, DLA Piper s'allie avec l'entreprise turque Yüksel Karkın Küçük et l'entreprise brésilienne Campos Mello Advogados.
En 2011, DLA Piper et DLA Phillips Fox fusionnent.
En avril 2015, DLA Piper et l'entreprise canadienne Davis LLP, qui possède 7 agences au Canada, fusionnent leurs activités au Canada, et adoptent la marque DLA Piper.

### Gouvernance
George J. Mitchell est le PDG de 2005 à 2009,. Tom Daschle devient conseiller spécial du groupe en 2009. Michael Castle est associé depuis 2011. Miriam González Durántez est associée de 2006 à 2011.